# Селиванов, Алексей Алексеевич
Алексе́й Алексе́евич Селива́нов (12 октября 1847 — 1919, д. Бортники, Зарайский уезд) — русский общественный деятель и политик, член III Государственной думы от Рязанской губернии, действительный статский советник.

## Биография
Православный. Из потомственных дворян Рязанской губернии. Землевладелец (94 десятины).
Окончил 2-ю Московскую гимназию и Александровское военное училище (1867), откуда был выпущен по 1-му разряду подпоручиком.
По окончании курса наук в 1867 году зачислен в Кексгольмский Гренадерский Императора Австрийского Полк. В 1870—1871 годах по собственному желанию прикомандировывался к 18-й Артиллерийской бригаде для испытания по службе и впоследствии перевода в артиллерию. В октябре 1871 года высочайшим приказом поручик Селиванов, не прибывая из командировки к полку, уволен по домашним обстоятельствам от с награждением чином штабс-капитана.
С июня 1877 года избирался гласным в Зарайское уездное земское собрание. В 1877—1883 годах — член зарайской земской управы, с 1883 по 1910 годы — председатель зарайской уездной земской управы, с 1910 года — почетный член уездной земской управы, с 1913 года — член уездной земской управы без содержания.
С 1883 по 1910 годы — губернский земский гласный в рязанском губернском земском собрании и член Зарайского училищного совета. В январе 1886 года высочайше утвержден в звании директора Зарайского отделения Общества попечительного о тюрьмах (с 1894 года — обязательный директор). В 1890—1913 годах избирался почетным мировым судьей Зарайского округа (до 1913 года). Состоял почетным смотрителем Зарайского городского училища (с 1908 года) и членом Рязанского губернского по земским и городским делам присутствия (1906—1910). Представитель рязанского губернского земства в Московском и Воронежском порайонных Комитетах по регулированию массовых перевозок груза по железным дорогам (с 1906 года).
В 1907 году, по постановлению земского собрания, портреты Селиванова были помещены во всех городских учреждениях. Был членом «Союза 17 октября». Состоял выборщиком в Государственную думу I и II созывов.
В 1907 году был избран членом III Государственной думы от Рязанской губернии. Входил во фракцию октябристов. Состоял членом комиссий: по государственной обороне, по народному образованию, распорядительной, продовольственной и по судебным реформам.
В 1913 году Рязанским губернским земским собранием 49 очередного созыва избран в состав депутации от Рязанской губернии для представления Императору по случаю пятидесятилетия земских учреждений.
28 августа 1919 года был арестован большевиками как заложник. 5 сентября отправлен в Рязанский концлагерь, 20 сентября — переведен в Ивановский концлагерь. Умер в своем бывшем имении в д. Бортники Зарайского уезда после конфликта с местными крестьянами.

## Служба
- юнкер (1865)
- портупей-юнкер (1867)
- подпоручик (1867)
- поручик (1870)
- штабс-капитан (1871)
- коллежский секретарь (1905)
- коллежский асессор (1905)
- надворный советник (1907)
- коллежский советник (1908)
- статский советник (1909)
- действительный статский советник (1912)

## Награды
- Орден Святой Анны 3-й степени (1896)
- Медаль «В память царствования императора Александра III» (1897)
- Медаль «За труды по первой всеобщей переписи населения» за труды по всеобщей переписи населения 1897 года по должности члена Зарайской уездной переписной комиссии (1897)
- Орден Святой Анны 2-й степени (1905)
- Медаль «В память 300-летия царствования дома Романовых» (1913)
- Право носить в отставке мундир, присвоенный должности Мирового Судьи (1913)
- Золотой нагрудный знак в память 50-летнего юбилея Земских учреждений (1913)
- Орден Святого Владимира 3-й степени (1914)

## Семья
Холост.
Сын — Константин Алексеевич Селиванов (20.06.1894 — после 1914). Усыновлен в 1894 году (определение Рязанского Окружного Суда от 29 июля 1894 года, до усыновления — Константин Михайлович Скороходский). Окончил Александровское ВУ (1914). Подпоручик (с 1914 года) Лейб-гвардии Кексгольмского полка. Пропал без вести осенью 1914 года, по некоторым данным находился в немецком плену.